# Шугурово
Шугурово (на руски: Шугурово; на татарски: Шөгер) е село, разположено в Лениногорски район, Татарстан. Населението му през 2000 година е 2239 души. През 1989 година населението му се състои от 86,9 % - татари и 8,9 % - руснаци.